# Klaus Simon (Verwaltungswissenschaftler)
Klaus Simon (* 30. Januar 1940; † 9. Juli 2010) war ein deutscher Verwaltungswissenschaftler,  Staatssekretär und Professor für Kommunal- und Regionalpolitik.

## Leben
Nach seinem Studium der Politikwissenschaft und Geschichte an den Universitäten Tübingen, Kiel und Berlin zwischen 1960 und 1966 promovierte er an der Fakultät für Philosophie der Freien Universität Berlin. Durch seine Habilitation 1981 an der Fakultät für Philosophie der Universität Münster erhielt er eine venia legendi in Politikwissenschaft. Zwischen 1967 und 1982 war er auch Wissenschaftlicher Mitarbeiter, Berater und Lehrbeauftragter an der Universität Münster. In den Jahren 1981 und 1982 vertrat Simon eine C4-Professur der Politikwissenschaft an der Fernuniversität Hagen. Seit 1982 hatte Simon den Lehrstuhl für Kommunal- und Regionalpolitik an der Fakultät für Verwaltungswissenschaft an der Universität Konstanz inne (C3-Professur). Von 1997 bis zu seiner Emeritierung im Jahre 2006 führte er diese Tätigkeit als Teilzeitbeschäftigung zu 50 % aus. Zwischen den Jahren 1987 und 1989 war Simon für seine Tätigkeit als Staatssekretär in der Senatsverwaltung für Wirtschaft und Arbeit Berlin von der Professur beurlaubt.
Simon war unter anderem Mitglied im Prüfungsausschuss für den höheren allgemeinen Verwaltungsdienst Baden-Württemberg und in der Prüfungskommission der Wissenschaftlichen Prüfung für das Lehramt an Gymnasien.

## Forschung
Zunächst arbeitete Klaus Simon zum Thema der lokalen Demokratie und zum Wandel kommunaler Aufgaben. In seinen späteren Arbeiten versuchte er durch Entwicklungspolitik "institutional choice" nach dem Subsidiaritätsprinzip zu fördern, das heißt, dass Ressourcen, Aufgaben und Legitimation auf einer möglichst niedrigen Verwaltungsstufe angesiedelt werden. Dadurch wollte er einen Beitrag zur Armutsbekämpfung in Entwicklungsländern leisten. Untersuchungen wurden unter anderem zu den Ländern Mali, Chile und Uganda durchgeführt.

## Lehre
Zu Simons Lehrtätigkeit zählten Fächer wie Kommunale Selbstverwaltung in der Bundesrepublik Deutschland, Kommunale Aufgaben und Kommunalverwaltung, Dezentralisierung und öffentliche (kommunale) Verwaltung im internationalen Vergleich, Verwaltungskultur, Ausbildung der Verwaltungsreferendare im Fach Verwaltungswissenschaft sowie Haushalt und Finanzen.

## Werke (Auswahl)
- Simon, Klaus, 1988: Repräsentative Demokratie in großen Städten. Melle.
- Simon, Klaus, 1993: Subsidiarität als Rahmenbedingung für Entwicklung durch Armutsbekämpfung in Selbsthilfe. in Klaus Simon, Albrecht Stockmayer und Harald Fuhr (Hrsg.): Subsidiarität in der Entwicklungszusammenarbeit. Baden-Baden.
- Simon, Klaus, 1994: Lokale Selbstverwaltung in der Dritten Welt. in Oscar W. Gabriel und Rüdiger Voigt (Hrsg.): Kommunalwissenschaftliche Analysen. Bochum.